# Alfred Georg Frei
Alfred Georg Frei (* 1954) ist ein deutscher Historiker und Professor für Kulturgeschichte an der Hochschule Merseburg.
Er verfasste viele Schriften und schrieb in zahlreichen Zeitschriften und Buchbeiträgen über Geschichtsdidaktik und Geschichtswerkstätten, Kulturgeschichte und Kulturpolitik. Er wurde von verschiedenen Hochschulen mit Lehraufträgen beauftragt (Kassel, Darmstadt, Innsbruck, Konstanz, Tübingen, Dresden und Karlsruhe) und zu Vorträgen in Deutschland, den USA, der Schweiz, Österreich, Japan, Großbritannien, Belgien, Irland und Frankreich eingeladen.

## Leben
Nach dem Studium der Geschichte und Politikwissenschaft in Konstanz, Bordeaux und Innsbruck war er 1981 und 1982 als Koordinator für die Einrichtung des Museums auf der Insel Reichenau im Bodensee tätig. Von 1980 bis 1985 schrieb er als freier Journalist z. B. für die Badische Zeitung, den Tages-Anzeiger, Die Zeit und das Darmstädter Echo. Von 1982 bis 1986 war er wissenschaftlicher Mitarbeiter an der Technischen Universität Darmstadt. 1986 wurde er an der Universität Innsbruck bei Anton Pelinka mit einer Arbeit zur Arbeiterbewegung und der Wiener Wohnungspolitik 1919–1934 promoviert.
Von 1986 bis 1995 war Frei Leiter des Kulturamts der Stadt Singen (Hohentwiel). Von August 1995 bis Dezember 1998 wurde er als Leiter der Landesausstellung „1848/49. Revolution der deutschen Demokraten in Baden“ an das Badische Landesmuseum in Karlsruhe abgeordnet.
Von Januar 1999 bis September 2000 war Frei Kulturkoordinator der Stadt Singen. Dann lehrte er als Vertretungsprofessor für Kulturgeschichte an der Fachhochschule Merseburg. Zum 1. Oktober 2001 wurde er als Professor für Kulturgeschichte nach Merseburg berufen. 2012 war er Gastprofessor an der Université Paris Diderot. 2017 war er Visiting Scholar an der City University of New York (CUNY).

## Schriften
- Habermus und Suppenwürze. Singens Weg vom Bauerndorf zur Industriestadt. Verlag Stadler, Konstanz 1987.
- Erinnern – Bedenken – Lernen. Das Schicksal von Juden, Zwangsarbeitern und Kriegsgefangenen zwischen Hochrhein und Bodensee in den Jahren 1933 bis 1945. Thorbecke Verlag, Sigmaringen 1990 (2. Auflage 1993, hrsg. zus. mit J. Runge).
- Geschichte spielen. Ein Handbuch für historische Stadtspiele. Centaurus-Verlag, Pfaffenweiler 1990 (mit E. Baier).
- Die Arbeiterbewegung und die Graswurzeln. Am Beispiel der Wiener Wohnungspolitik 1919–1934. Braumüller, Wien 1991.
- Friedrich Hecker in den USA. Eine deutsch-amerikanische Spurensicherung. Verlag Stadler, Konstanz 1992.
- Finale Grande. Die Rückkehr der Fußballweltmeister 1954. Transit Buchverlag, Berlin 1994.
- Wegbereiter der Demokratie. Die badische Revolution 1848/49. Der Traum von der Freiheit. Braun Verlag, Karlsruhe 1997, 5. Auflage 1998, mit K. Hochstuhl.
- 1848/49. Revolution der deutschen Demokraten in Baden. Ausstellungskatalog, Nomos-Verlag, Baden-Baden 1998 (Projektleitung).
- 1848/49. Revolution der deutschen Demokraten in Baden. Kurzführer, Vernissage-Verlag, Heidelberg 1998 (Redaktionsleitung).
- Inszenierte Geschichte(n). Museumstheater, Aktionsräume, Bildergeschichten, Umfragen. Nomos-Verlag, Baden-Baden 1999.
- Der Garten der Erinnerung. Bilder und Räume für Engagement. Hohentwiel-Verlag, Singen 2001 (hrsg. zus. mit R. Huber, K. Hummel, R. Zedler).
- Zehn Jahre deutsche Einheit aus der Sicht ostdeutscher Jugendlicher. Am Beispiel der Region Merseburg. Buchheim-Verlag, Wertheim 2001 (hrsg. zus. mit D. Rother).
- Einfach kostbar. Essgeschichten und Rezepte von Saale und Unstrut. Verlag Janos Stekovic, Halle-Dößel 2008 (zus. mit T. Groß, C. Siegel).
- Die Traumfabrik von gestern. Die DEFA-Filmtage in Merseburg. Projekte-Verlag, Halle 2008 (zus. mit R. Beyer).
- Weltausstellungen zwischen Technik und Nationalismus. Der Nazi-Sarkophag 1937. Hochschulverlag, Merseburg 2015 (hrsg. zus. mit T. Martin, P. Pivard).